# Typ 77
Typ 77 – chiński gąsienicowy pływający transporter opancerzony.
Typ 77 to zmodyfikowany BTR-50 produkcji radzieckiej wytwarzany w Chinach.